# Санкт-Петер-Фрайенштайн
Санкт-Петер-Фрайенштайн (нем. Sankt Peter-Freienstein) — ярмарочная коммуна (нем. Marktgemeinde) в Австрии, в федеральной земле Штирия. 
Входит в состав округа Леобен.  Население составляет 2489 человек (на 1 января 2007 года). Занимает площадь 27,35 км². Официальный код  —  6 11 14.

## Политическая ситуация
Бургомистр коммуны — Фридрих Крайсль (АНП) по результатам выборов 2005 года.
Совет представителей коммуны (нем. Gemeinderat) состоит из 15 мест.
- АНП занимает 8 мест.
- СДПА занимает 7 мест.